# شون ميرفي (كاتب)
شون ميرفي (بالإنجليزية: Sean Murphy)‏ هو كاتب سيناريو أمريكي، ولد في 1980 في ناشوا في الولايات المتحدة.

## وصلات خارجية
- الموقع الرسمي